# 花のあすか組!
『花のあすか組!』（はなのあすかぐみ）は高口里純による日本の漫画作品、小説、及びそれを原作としたテレビドラマ、映画、OVA、ドラマCD、などである。
続編に『新・花のあすか組!』（2003年-2009年）、『花のあすか組! BS(ブラックスクール)編』（2018年4月‐2018年7月）、『花のあすか組! ∞インフィニティ』（2018年9月‐）がある。

## 概要
角川書店より発行の「月刊Asuka」に、創刊当初の1985年8月号から1995年2月号まで連載された。また、並行して「別冊あすか」（廃刊）に、周辺人物にスポットを当てた『外伝』が各話完結的に連載された。
連載のペースは一回64ページだった。雑誌名と主人公の名前が同じなのは偶然である。
作者は、設定された登場人物の総ての活躍を描くまで終わらせるつもりは無かったが、掲載誌の路線変更の為、編集部からの指示で終了させた。
コミックスは角川書店より、あすかコミックスとして全27巻、外伝全6巻、番外編全1巻、小説版外伝全1巻が刊行された。
文庫版は角川書店より（レーベル名『コミック版高口里純文庫』）、全13巻、外伝全4巻が刊行された。祥伝社より新装版文庫（祥伝社コミック文庫）が、全8巻、外伝全3巻が刊行されている。
あすかコミックス『花のあすか組!』14巻のみに「花のあすか組!映画バージョン」として、1988年に公開された映画の世界観で描かれた漫画が収録されている。
1990年12月、「あすか組-Z- リバーシブル・ヴァージョン」と題された、『花のあすか組!』登場人物の性別を逆転させたパロディ同人誌が、高口里純の二次創作同人ペンネーム「かちとみさする」名義で発行された。2002年、高口里純が同人誌での創作発表を定期刊行していた「悪態」12号に「『RUSH』ASUKA REVERSIBLE VERSION」として再録されている。
漫画情報誌『ぱふ』1988年6月号において『花のあすか組!』特集が組まれた。
小学館漫画賞事務局編『現代漫画博物館1945-2005』（竹内オサム・監修、2006年出版）に、『花のあすか組!』の記述がある。
『新・花のあすか組!』と合わせた累計発行部数は2015年時点で1300万部を突破している。
2022年3月12日から5月8日まで、シリーズの原画展を東京都の中野ブロードウェイ4階のギャラリーリトルハイにて開催することが発表されている。

## あらすじ

### 過去
外伝の内容
1. あすか、中学一年三ヶ月目でイジメによる自殺未遂。半年間入院。
2. あすか、髪を切り、夜の街を徘徊し始める。当時の西区表番「原」「星」に興味を持たれる。
3. ヨーコ、家出する。
4. ヨーコ、車の窃盗の常習により、鬼畜レディースの的になる。
5. あすかとヨーコ、出会い、親友となる。ヨーコはあすかを裏切り、犯罪のスケープゴートにする。その後トルエンで稼ぐ。
6. 当時の西区表番の画策で、西区裏番は“紅”からあすかに交代。
7. 「薔薇の宮」は側近“左”の位置をあすかに託し、自身はHIBARI･SS総指揮となる。
8. 〝ハレルヤ2Y〟のためHIBARI･SSの円卓七人衆が動き出す。 “天使”雅がそのコマになる。
9. ヨーコに裏切られた苦しみで、あすかは目が見えなくなる。
10. ヨーコのトルエン密売のせいで全中裏に被害者が出、あすかはヨーコの情報を全中裏、紅神会、警察などに流し捕まえようとする。
11. ミコ、父親の浮気がきっかけで不良になる。二ヶ月間の蘭塾生活。
12. ヨーコはひばりと取引し、一億円で自分と幽鬼を蘭塾に匿わせる。ミコの出塾と入れ違いになる。
13. シルバーゴーストが東京に支部を作ろうとするが、全中裏に阻まれる。ヤスヒロはあすかを初めて目にし、惚れる。
14. あすかとミコが出会う。
15. あすか、春日の画策により、世田谷区構成員と、そのエリアマスター・清白の恨みを買う。
16. あすか、祖父に諭される。
17. あすか、真珠のピアスを付け、髪を切る。
18. あすか、中学二年に進級。表番候補者の顔合わせ合戦が始まる。ミコは西区筆頭表番を降り、全中裏には入らず。
19. ベイビー・チック・ナイトの日、あすかは全中裏から抜ける。西区裏番はあすかから“紅”に交代。
20. 「姫」、春日によってあすかと戦わさせられる。

### 新歌舞伎町ストーリー
新歌舞伎町ストーリー
あすかは、姉を頼って上京してきた少女・幸田ミカを手伝って、幸田ミカの姉を見付ける。
いじめられっ子トンコ
あすかのクラスメイト弓岡利子はイジメにあい長期欠席していた。弓岡利子は歌舞伎町であすかを見かけ、一方的に自分の同類だと思い込む。
アイドル志願
家出して上京してきた川田歩はアイドル歌手に成ろうとした。あすかは川田歩を守るため、以前属していた全中裏に無断で西区表番の兵隊を動かした。その事でひばりから裏番十人衆を使った制裁の対象となる。

### あすかvs裏番十人衆“紅”
ひばりによる裏番十人衆への「あすかに傷をつけろ」との命令に、“紅”は真っ先に立候補した。あすかのクラスメイトである小野寺圭子にも協力させたが、ペットの鴉に裏切られ敗北した。

あすかは報復に、鴉中にいる“紅”の手下を何人も倒し、ひばりに“紅”の失態を見せ付けた。また、何度もあすかを窮地に立たせようとして、半端に全中裏に関わった小野寺圭子は、“紅”の手下から袋叩きにすると言われた。

### あすかvs裏番十人衆“葵”、鬼畜レディース
“葵”三姉妹は鬼畜レディースの一部を倒すが、本来の狙いはあすかであることを鬼畜レディースに伝える。その為、鬼畜レディースを後ろ盾にしていたミコがリンチを受け、髪を切られた。

あすかは“葵”三姉妹に襲われ、ブラックジャックを壊される。両親から金貨をもらい、「おっさん」に加工してもらい新しい武器にする。

〝秘の包囲網〟
鬼畜が都内に一千台のバイクを走らせ、それを目くらましにし、目標を車で囲い込む仕掛け。

あすかは〝秘の包囲網〟をヤスヒロの助けで突破した。そして「おっさん」が警察を呼び、あすかはミコを奪還した。その頃西区表番達は全中裏を抜ける覚悟で“葵”三姉妹に闘争を挑む。

〝秘の包囲網〟の失敗により、鬼畜レディースはハコザキほか幹部20名が少年院に入った。

あすかvs“葵”三姉妹が行われ、ミコの加勢もあり勝った。

### あすか&ユカリvs鬼畜レディース残党&全中裏
幹部達が少年院へ入った鬼畜レディース残党の元へ春日がやってくる。鬼畜レディース残党はあすかに負けたままで置けず、全中裏としてもあすかの行動は示しがつかない。春日は休戦協定を結び、〝オレンジ計画〟に協力させる。

〝オレンジ計画〟
ターゲットを蘭塾へ送り込み、そこで集団制裁を行う戦略。

その頃、西区表番たちは、全中裏から抜けた制裁、懲罰部隊に襲われた。

鬼畜レディース残党に待ち伏せされたあすかを、シルバーゴーストのマスコット・ユカリが助け、協力を申し出る。さらに前、西区表番「星」と「原」もこの抗争にのる。

ユカリが協力を申し出たのは暴走族・シルバーゴーストのマスコットを止める「一生お人形でいるかいないかの瀬戸際」に気付いたからだった。自分の力で生きてゆく力を手に入れる為だった。バイクであすか達を援護する。

「原」の作った爆弾で、はるみ、ユカリ、「星」、「原」、あすかのカゲボウシの九曜巴紋と九曜星紋は鬼畜レディース残党の相手をする。

ユカリのバイクは転倒してしまい肋骨を二本折る怪我をするが、ユカリは「もっと恐い思いをして、あすかのように戦い方を覚える」とヤスヒロに語る。

### 蘭塾編
あすかは全中裏の〝オレンジ計画〟とは関係なく、以前の親友でありミコの腹違いの姉のヨーコを蘭塾から引きずり出すために入塾する。以前入塾していたミコから内情を教わるために、ミコの日記を持ってゆく。

ひばりは〝オレンジ計画〟であすかに協力した九曜巴紋と九曜星紋を懲らしめるために、あすかが入塾する二週間前、蘭塾へ放り込んでいた。

ひばりは失敗に終わったオレンジ・プロジェクトを再始動させた。
ACT1 三将登場

あすかが蘭塾へ入塾した翌日に、舎監三将によるあすかへの公開制裁が行われた。スケートボードに乗った舎監達が、刃が仕込んである鞭の連携であすかを痛めつけようとするが、あすかはカラスのハヤトの足に仕込んだ釣り針で応戦する。舎監達が本気であすかを攻撃しようとした時、“朱”からの呼び出しがかかり、公開制裁は途中切れとなった。

ACT2 オレンジ・プロジェクト・チーム その壱

オレンジ・プロジェクト・チームとは、あすかを攻撃目標に特別に編成されたチームである。メンバー（ミキリ、モデル、マリア、最首、バーゲン）は秘匿されている。

ACT3 オレンジ・プロジェクト・チーム その弐

〝サバイバル・ゲーム〟
あすかが公開制裁された一週間後に開催された。あすかはスペシャルキャラクターとなり、塾生全員の標的になる。

あすかはサバイバル・ゲーム中に、特別房へ続く迷路の、第一エリア「エンジェルロード」、第二エリア「時間の森のアリス」を音符屋の協力で攻略する。第三エリア「ささやきの森」も攻略し、特別房を抜けヨーコを見付けた。蘭塾から外へ出られるチョコレートドアが初めて開かれ、迷路を攻略したことを知らせるファイナル音が蘭塾中に響き渡った。
あすかはヨーコを蘭塾から世間へ引きずり出した。腹違いの姉妹であるミコとヨーコは初めて出会った。

### 〝ハレルヤ2Y〟あすかvs“天使” 雅
あすかは蘭塾から脱出して帰って来た。無理やりひばりに呼び寄せられる。

西区表番は懲罰部隊による制裁が終わっても、全中裏からは抜けさせられない。そして「姫」が全中裏に連れて行かれ、春日に「ひばりの手の内に居ろ」と軟禁される。あすか、ミコ、「姫」、「水」は全中裏に関わり過ぎており、無関係になることは不可能だった。
シルバーゴースト二代目マスコット

あすかは惚れられているヤスヒロにいきなりシルバーゴーストの集会に連れて行かれ、勝手に二代目マスコットに仕立て上げられる。ユカリの後釜になろうとしていた杏子もあすかの美しさに有無を言えず、構成員も納得した。
北区・紫苑学園

あすかは北区の紫苑学園へ編入した。北区では全中裏・HIBARI･SSが資金調達プラン〝ハレルヤ2Y（ツーワイ）〟を進行中だった。それは裏番十人衆“天使”の雅を男装させ、男性アイドルグループ「皇子5」を活動させ資金源を稼ぐものだった。

学校であすかはクラス委員の杉本薫に一方的に世話を焼かれる。また「皇子5」ファンの小川ナツミに付きまとわれる。
「皇子5」のファンクラブ騒動

ナツミは「皇子5」への追っかけが目立ち過ぎることで、ファンクラブから紫苑学園へ近寄る事を禁止され、一緒にファン活動をしていた友達にも絶縁されてしまう。ファンクラブ本部からファンクラブ脱会処分を受け、「皇子5」の現れる所へは近づけなくなった。

そんな時、あすかを呼び出した雅はフェンシングのサーベルであすかの胸を指す。傷を受けたあすかを見付けた「水」は、雅は冷酷なので本気で気を付けた方がいい、と忠告する。

ナツミが「皇子5」の出待ちをした時、ファンクラブ親衛隊からナツミを守ったあすかは、ファンクラブ・支部リーダー・最大グループ“姑娘（クーニャン）”に〝スクール・ウォーズ〟を仕掛けられる。
〝スクール・ウォーズ〟

“姑娘（クーニャン）”から全国の「皇子5」ファンクラブ支部リーダーに〝スクール・ウォーズ〟の開催と対戦者の情報が通達された。シルバーゴーストの二代目マスコットの座を狙い、あすかに譲った杏子は「皇子5」のファンクラブ・ヨコハマ支部リーダーでもあった。〝スクール・ウォーズ〟の対戦者があすかだと分かると、どれほどの器なのか興味を持つ。

あすかは紫苑学園に閉じ込められ、あすかが校舎内に残っていると知った薫と一緒になる。いきなり“姑娘（クーニャン）”の部隊と対戦させられる状況になったあすかは、ミコに助力を求める。ミコは、音符屋も加勢に連れてくる。あすかとミコと音符屋の友情を知った薫は、それまでの自分の友人関係との差に戸惑う。あすか達は“姑娘（クーニャン）”に圧勝する。

雅はあすかが〝スクール・ウォーズ〟の勝者との報告を受け、あすかをコンサートに招待する。
あすかvs“天使” 雅 &「皇子5」&ファンクラブ

ナツミを「皇子5」ファンクラブのリンチから救うために、あすかはコンサートへ行かざるを得なくなった。雅はステージであすかにキスをする。その場面を見たファンクラブ総長（総R）は親衛隊・隊長・ジャスミンに、あすかを全国手配させる。あすかは「皇子5」全ファンの標的になった。

ナツミはパーコと知り合い、ファンクラブに処分された人々の集まりに参加する。そして「皇子5」ファンクラブ内に反皇子勢力がある事を教えられ、仲間にならないかと誘われる。
ナツミは「皇子5」ファンクラブを敵に回したあすかを助けようと、ミコを連れて反皇子勢力に接触する。ミコは反皇子勢力の中心人物であり、HIBARI･SSのNo.2・不知火の弟、周防に気に入られ、助力を求めることに成功する。

あすかは北区で暴れ、雅を誘い出す。そして雅とその他の「皇子5」メンバーを倒した。雅は初めて恐怖を味わい、涙した。

### 〝戦・23〟編 あすかvs「姫」&ミコ
〝戦 (イクサ)・23〟では東京23区それぞれのエリアマスター23名が、全中裏の支配関係から放たれ、23区の陣取り合戦を行う。この間、エリアマスターは裏番十人衆よりも強力な権力を有する。
あすかvs西区筆頭表番「姫」&ミコ

春日は直々にあすかに制裁を下すため〝戦・23〟を開始させる。「姫」は、西区表番の全中裏からの解放を賭けて、あすかと戦わざるを得なくなっていた。

東京23区をそれぞれ仕切るエリアマスター達が登場。〝戦・23〟はエリアマスター全23名の内、最終的に何人を味方に出来るか、23区の陣地をいくつ奪取出来るかを競い合う。エリアマスターの能力も測られ、終了時掲示される。〝戦・23〟の期限は一ヶ月。使われる時間帯は午後7時から午後12時まで。

紅側大将はあすか。白側大将は「姫」。大将の正体は〝戦・23〟終了まで伏せられる。

- 紅側あすか陣営（初期）
  - 世田谷区エリアマスター・清白 咲也
  - 文京区エリアマスター・夏八木 聡子
  - 荒川区エリアマスター・市花 文緒
  - 目黒区エリアマスター・檸檬 雅子
  - 墨田区エリアマスター・新宅 貴弓
  - 大田区エリアマスター・漠 らん子

桐生とレディースチーム「ROSES」、九曜巴紋、九曜星紋。
（作戦指揮はあすか、桐生、目黒区・檸檬）
- 白側「姫」陣営（初期）
あすか陣営、新宿区、練馬区エリアマスター・国生以外全ての15エリアとミコ。
（作戦指揮は「姫」、中央区・赤江、ミコ）
春日が「姫」を勝たせるために情報を流すなど援護している。

ACT I 情報収集合戦 その1
〝戦・23〟は7日間の情報収集合戦から始まる。中野区エリアマスター・田代には、大将が誰なのか正確な情報が流れていた。多くの区が田代を捕まえようとするが、すでに中野区・田代は〝戦・23〟を面白く展開させるために、特定のエリアマスターへ情報を流していた。その相手は大田区エリアマスター・漠、墨田区エリアマスター・新宅、中央区エリアマスター・赤江 、台東区エリアマスター・滝である。
墨田区・新宅は「大将の一人は“紅”でバックには薔薇の宮がいる。もう一人の大将は不明でバックには春日がいる」とガセネタを流す。
ACT II 情報収集合戦 その2
ルポライターの梶は、あすかと出会い、不良少女とは異質な存在感に興味を持つ。そして新宿区エリアマスター・菊永が配下に西区表番を襲わせようとしてリンチしている所に居合わせた。
ACT III 情報収集合戦終了前日
新宿区・菊永は、もともと興味のなかった〝戦・23〟の開始前日に引退した。ルポライターの梶に出会い、取材の申し込みを了承した。
「姫」は中央区エリアマスター・赤江に身を晒し、中央区・赤江を味方に付ける。そして中央区・赤江の部下に一芝居打たせ、ミコにあすかへの不信感を増幅させて味方に引き込む。
あすかは、全中裏を抜けた〝戦・23〟のエキスパート・桐生に、レディースチーム「ROSES」を使って23区外（＝都下連合）を仕切らせ、都下に居る全中裏末端構成員をエリアマスター達の気付かないうちに戦力外にさせた。そして目黒区エリアマスター・檸檬に身を晒し味方にした。
ACT IV 陣営の将
どちらの陣営にエリアマスターが付くか発表される。紅側大将・あすかには６地区、白側大将・「姫」には15地区が付いた。練馬区エリアマスター・国生は解決したい問題があり、どちらにも付かなかった。両陣営に別れたエリアの情報がFAXで流れ、 新宿区・菊永はルポライター・梶に23区の陣取り合戦の勢力図を見せる。
ACT V 薄笑いの檸檬
桐生の頼みであすか側に付いた荒川区エリアマスター・市花は、「目黒区・檸檬を使いこなせるかどうかで大将の力量が決まる」と言う。新宿区・菊永はルポライター・梶と共に偵察した折、紅側大将があすかだと気付いた。
ACT VI 大将の正体
練馬区・国生は両大将のどちらかが九楽あすかだと結論を出す。あすかは「姫」から直接、ミコが白側として〝戦・23〟に参戦していることを聞かされ強く動揺する。
ACT VII ミコの決断
ミコは自分にあすかへの不信感を植え付けた「姫」の策略を知り激怒する。周防に「切れたヒモは結べばいい」と助言され、ミコはあすかに「また初めから友達になろう」と語りかけた。再びマブダチに戻ったが両者とも〝戦・23〟に敵として本気を出す。ミコは「姫」と率直に話し合い、「姫」はミコに「一緒にいて欲しい」と本音を言えた。
ACT VIII 都下連合をつぶせ
あすかはシンナー中毒の女子中学生・マリと出会う。ルポライター・梶は〝戦・23〟の陣地取り合戦に感心する。
白側「姫」陣営は都下連合へ攻め込む。目黒区・檸檬は「都下連合を見捨てることが最善策」と述べるがあすかは賛同できない。
ACT IX 水晶玉の少女マリ
マリは教師と母親に酷い言葉を浴びせられた。万引きしようとしてあすかに止められ「欲しい物ならお金を出して買え」と注意される。
あすかはルポライターが新宿区・菊永と一緒に〝戦・23〟を記事にしようとしていると知る。
あすかは目黒区・檸檬の策を逆手に取り、荒川区・市花を中央区へ動かし、あすか自身が都下へ向かう。白側「姫」陣営から都下へ向かったミコは、あすかとの対決することになった。
ACT X エリアマスターの千社札
都下であすかとミコのタイマンが始まるが、練馬区・国生が割って入り紅側あすか陣営に付いて中途参戦し、ミコは陣地へ戻る。
中央区では中央区・赤江と荒川区・市花が相対し、様々な区のエリアマスターなどが注目する中、二人がタイマンしなければ収拾がつかなくなり、中央区・赤江の負けで勝負がついた。
〝戦・23〟を興味深く見守っていたひばりは、あすかが優勢となって来ると、あすかに更にハンディを与えるため千社札（エリアマスターが持つ赤白のもので、回収された色が新しい陣地となる）を“紅”に回収させる。あすかを恨んでいる“紅”は、あすかが不利になるように紅側あすか陣営から白の千社札を狙い取ろうとする。
ACT XI 那智の目覚め
中野区・田代は両大将の正体をバラす。葛飾区・那智は友人である江戸川区「斑猫」を助けるという個人的な理由で、江戸川区を紅側あすか陣営から白側「姫」陣営へ取り戻す。墨田区・新宅は自分の有能さを知らしめるため、紅側あすか陣営から白側「姫」陣営へ寝返る。世田谷区・清白は紅側の大将があすかだと知り、一年前の因縁（外伝Vol.17）から紅側あすか陣営へ白側「姫」陣営へ寝返った。
ACT XII 異変

ACT XIII 頂点のエリアマスター 弁天

ACT XIV 終結前夜

ACT XV ひばりの召集

ACT XVI 終結宣言

### 「勇者チチンボイボイ」
バイパス族の中には、「勇者チチンボイボイ」と名乗り、不登校児を集団で暴行する若者達が出てきた。

### 外伝
「月刊Asuka」における本編と同時に「別冊あすか」で連載された。主に、あすかが中学校に入学してすぐイジメにあい自殺未遂をおかしてから、ヨーコとの関係、中学二年生の初期に全中裏を抜けるまでの出来事がオムニバス形式で描かれている。
1. 不良少女戦線
  - [ あすかの過去 14、西区構成員の過去]

あすかの祖父、篠宮余一郎の喜寿を祝う会で、あすかは篠宮余一郎の愛人である名取継子に恥をかかせる。名取継子は暴力団と繋がりがあり、あすかに報復しようとする。
2. 全中裏V.S.シルバーゴースト
  - [あすかの過去 7、ヤスヒロの過去 4、ユカリの過去 4、前・西区構成員の過去]

横浜の暴走族シルバーゴーストが東京に支部を作ろうとし、全中裏と抗争をしようとするが…。ヤスヒロは、あすかの姿を初めて見る。
3. ヤサグレ未満
  - [あすかの過去 8、ミコの過去 2]

中学一年生のミコは、二ヶ月間の蘭塾生活を終え復学する。あすかと出会う。
4. 西区表番見参
  - [あすかの過去 13、ミコの過去 3、西区表番の過去 1]

全中裏では表番候補達の顔合わせ合戦が始まる。西区表番候補達は、代変わりしたばかりで素性の知られていない西区裏番である九楽あすかを襲おうとする。ミコは西区表番を降りる。
5. 14歳のバイオレンス
  - [あすかの過去 1]

中学校に進学したあすかはイジメを受け、それを苦に自殺未遂を犯し半年間の入院生活を送る。病院で知り合った妊婦の出産現場に立ち会い、「女性には赤ちゃんを産む強い力がある」「命は簡単に生まれない。なら簡単に消えてはいけない」「人は産まれてくる時の苦しみの中で、生きていく力を授かる」と学ぶ。祖父から「“命”と“力”を思い出して欲しい」と伝えられる。
退院して、伸びていた髪を短いおかっぱに切り、夜の街を徘徊し喧嘩を続け「生きていく力」を思い出そうとする。それを見た西区表番「原」と「星」に興味を持たれる。
6. ヨーコACT.l
  - [あすかの過去 2、ヨーコの過去 2]

度重なる車の窃盗で荒稼ぎしていたヨーコは、鬼畜レディースの内藤に姿を見られてしまう。夜の街であすかと出会う。ヨーコは、「友達にならないかと」語りかけ、二人で行動を共にするようになる。
7. ヨーコACT.ll
  - [あすかの過去 3、ヨーコの過去 3]

あすかはヨーコと親密になってゆく。あすかはヨーコに裏切られる。
8. 西区表番の画策
  - [あすかの過去 4、「薔薇の宮」の過去 1、前・西区表番の過去 1]

あすかは全中裏に入る。
9. ユカリ/ヤスヒロ･夏
  - [ユカリの過去 1、ヤスヒロの過去 1]

（のち小説化。『花のあすか組!外伝 -ヨコハマ・ユカリ命-』）高校一年生の明ユカリは、芸能プロダクションから頻繁にスカウトされるほどの美少女。その美貌で中学生の頃から名が知られていたが、男性からはビビられてしまい彼氏はいない。女性からは嫉妬され、友達はルミだけだった。
横浜最大の暴走族シルバーゴーストのヘッドのヤスヒロは、ユカリをシルバーゴーストのマスコットに誘う。マスコットは無傷で存在するだけで暴走族チームの力となるが、逆に他のチームから標的にされる。しかしマスコットはチーム全員から命を賭けて守られる。ユカリはヤスヒロから「大事にしてやる」と言われ、マスコットになる事を了承した。
ユカリはヤスヒロに恋心を抱き始めるが、マスコットはチームのものであり特定の恋人は持てない。ユカリはヤスヒロへの恋心を諦め、誰とも目を合わさないマスコット人形になると決めた。
10. ユカリの恋
  - [ユカリの過去 2、ヤスヒロの過去 2]

（のち小説化。『花のあすか組!外伝 -ヨコハマ・ユカリ命-』）ユカリは見知らぬ男子高生から突然ネックレスをもらった。以後その男子高生とたびたびデートするようになる。ヤスヒロはルミと交際していたが他の女性とも関係を持つ。ヤスヒロは本気で女性を好きになったことがなく、複数の女性と関係を持ち続けていた。ヤスヒロ達シルーゴーストはユカリと付き合っていた男子高生とユカリとの間を切り裂く。ユカリはその男子高生が好きだった訳ではなく、みんなと同じような事をしてみたかっただけと自覚した。ユカリは男子高生との関係を断ち、シルバーゴーストのブランドになる決意を新たにする。
11. ユカリ
  - [ユカリの過去 3、ヤスヒロの過去 3]

（のち小説化。『花のあすか組!外伝 -ヨコハマ・ユカリ命-』）
12. HIBARI.SS
  - [あすかの過去 5、「薔薇の宮」の過去 ２、水、雅の過去、前・西区表番の過去 2]

水はHIBARI.SSを辞め、西区表番となる。HIBARI･SSは「ハレルヤ2Y」を始める。雅はエアガンで鳥を撃ち殺し、水にもエアガンを打つ。「薔薇の宮」は雅を「ハレルヤ2Y」のコマとなるよう従わせる。
13. なくした1/2
  - [あすかの過去 6、前・西区表番の過去 3]

ヨーコに捨てられたショックで、あすかは一次的に目が見えなくなる。ヨーコに心の半分を持って行かれたと思う。以前担当医だった枝村の励ましもあり、目が見えるようになる。中学校に復学する。
14. エスケープ
15. 再会
  - [あすかの過去 9、ヨーコの過去 4、前・西区表番の過去 4]

ヨーコは全中裏、暴力団紅神会、警察に追われる身となったため、ひばりと取引し一億円でヨーコと幽鬼を蘭塾にかくまわれることにする。
16. 蘭塾にて
  - [ミコの過去 1、最首の過去 2、馬場の過去 2、バーゲンの過去]

ミコは13歳で蘭塾に入塾した。音符屋と同室だった。ミコは舎監三将による制裁を最後まで受け、最首に「たいしたものだ」と思わせる。ミコは最首に「眉が八の字になって泣いている」と言われ、眉を剃った。
17. 痛み
  - [あすかの過去 10、前・西区表番の過去 5、世田谷区構成員の過去]

春日に悪意をもって画策され、あすかは東区の揉め事を、自身の自治する西区・世田谷区の構成員を使って収めさせられる。あすかは世田谷区構成員を見捨て、世田谷区エリアマスター・清白咲也と世田谷区構成員の恨みを買う（その因縁は「戦23」にも及ぶ）。
あすかは祖父に「母親があすかの負う傷の痛みの肩代わりをしている」と悟され、全中裏での揉め事を家庭に持ち込まないようにしたく思う。祖父から真珠をもらい、ピアスにして左耳に付ける。
18. 朝露
  - [あすかの過去 11、桐生の過去 1]

あすかはひばりに全中裏を抜けたいと言うが断れる。桐生は全中裏を抜けようとし、懲罰部隊に追われていた所をあすかに助けられる。あすかはひばりに右耳に真珠のピアスを付けられ、真珠がよく見えるように髪を切るよう命令される。
19. ベイビー・チック・ナイト
  - [あすかの過去 12、桐生の過去 2]

あすかは髪を短くした。春日に、桐生を道連れに全中裏を抜けると断言する。
20. ポーカーフェイス
  - [あすかの過去 15、「姫」の過去、西区表番の過去 2]
21. ダブル・ドラゴン
  - [最首の過去 1、馬場の過去 1]

中学生の頃の最首と馬場はそれぞれ別の学校に在籍し、対立関係にあった。
22. サマー・レイン
ヤスヒロに恋した少女は、ヤスヒロの恋人があすかだと思い込み、ヤスヒロと敵対している暴走族にあすかを襲わせようと仕向ける。それを察知したユカリは原因の少女に対面する。
23. ヨーコACT.lll
  - [ヨーコの過去 1]
24. 月（本来は外伝Vol.25）
  - [ミコ、「姫」、あすか、最首、馬場の2年後]

（コミックス版では最終巻・27巻の最終回の次に収録された。文庫化の際、外伝Vol.25として『花のあすか組! 外伝』最終巻に収録された）
蘭塾にヨーコがいるとの噂を耳にした16歳のミコは、真偽を確かめるために蘭塾へ再度入塾しVIP室を目指すが、最首達に阻まれそうになる。

### 番外編
「ロンリーキャッツ・バトルロイヤル」
OVA2『花のあすか組!2 ロンリーキャッツ・バトルロイヤル』の原作。文庫版では外伝Vol.24として収録されている。

## 登場人物
主要登場人物
九楽 あすか
本作の主人公の中学2年生。14歳。元、全中裏・側近“左”。とても繊細な心を持ち、クラスメイトからのイジメやヨーコからの手酷い裏切りによって非常に傷つくが、自分の傷を直視しそれに立ち向かってゆく強さを持っている。それはあすかにカリスマ性をもたらす。ひばりに慰めを求め全中裏にいたが、祖父に母親が心配していると諭され全中裏から抜け、自立し、対等の立場でひばりとの関係を築こうとする。
堂本 美子
中学2年生。14歳。元・西区筆頭表番候補。あすかのマブダチ。父親が腹違いの子供を作っていたことでショックを受け不良になった。泣きそうな顔に見られたくなくて眉毛を剃っている。自分よりも強いと認めているのは、あすか、ヨーコ、最首のみ。
鬼島 陽湖
18歳。ミコの腹違いの姉。あすかのトラウマとなった人物。恋人は幽鬼。悲惨な生い立ちのせいで救われないほど人格が歪んでしまっている。何もかもを憎んでいる。親密な仲になったあすかとの友情を手酷く断ち切った。あすかには殺されても仕方がないことをした自覚がある。全中裏、紅神会、鬼畜レディース、微里威同盟、警察を敵に回し、一時期保身のため蘭塾にいたが、あすかに連れ出される。ひばりと春日の秘密を知っている。
※香月 はるみ
ドラマ版オリジナルのキャラクター。
全中裏
ひばり
謎に包まれた全中裏統括者。あすかにとって最大の理解者となり愛しているが、その庇護はあすかの自立の妨げとなった。
裏番十人衆
- 側近“左”（空席）
- 側近“右” - 春日
- 三色“紅”
- 三色“葵” 三姉妹「姉」「次」「末」
- 三色“朱” 四代目
- 天“天使” - 雅
- 天“弥勒”
- 天“ジーザス”
- 地“赤鬼”
- 地“青鬼”

西区表番
- 「姫」 巳姫 正子
- 「水」 水森 奈々
- 「風」 中津川 風子
- 「林」 衣田 青葉
- 「火」 赤間 真琴
- 「山」 山川 京子

エリアマスター
- 千代田区エリアマスター・東條 寧々
- 中央区エリアマスター・赤江 かりん
- 文京区エリアマスター・夏八木 聡子
- 台東区エリアマスター・滝 愛
- 墨田区エリアマスター・新宅 貴弓
- 江東区エリアマスター・不破 徳美
- 葛飾区エリアマスター・那智 一恵
- 江戸川区エリアマスター・「斑猫」
- 港区エリアマスター・「弁天」
- 品川区エリアマスター・中山 万利香
- 目黒区エリアマスター・檸檬 雅子
- 大田区エリアマスター・漠 らん子

- 新宿区エリアマスター・菊永 知子
- 世田谷区エリアマスター・清白 咲也
- 渋谷区エリアマスター・鈴木 三華
- 中野区エリアマスター・田代 麻名
- 杉並区エリアマスター・鈴木 静香
- 豊島区エリアマスター・斎藤 まほ
- 北区エリアマスター・杜 一二三
- 荒川区エリアマスター・市花 文緒
- 板橋区エリアマスター・綾部 美葉
- 練馬区エリアマスター・国生 光
- 足立区エリアマスター・忍 流華

HIBARI･SS
- 志摩
- 不知火

カゲボウシ
- 九曜巴紋
- 九曜星紋

紅神会
- トキ正宗

シルバーゴースト
- ヤスヒロ
- 明 ユカリ

鬼畜レディース
- ハコザキ
- 内藤

蘭塾
- 年長組代表 - ドラゴン
- 上組長 - ミキリ
- 中組長 - マリア
- 下組長 - バーゲン
- 男寮 年長組代表 - 幽鬼

微里威同盟
- 最首 環
- 馬場 栞

「皇子5」周辺
- 男性アイドルグループ「皇子5」

バイパス族

## テレビドラマ
フジテレビ系列で1988年4月11日から同年9月26日まで、月曜日19:30～19:58に放映された。全23話。ローカルセールス枠のため、遅れネットまたは未放送となった系列局がある。
東映・フジテレビにとっては、同年2月で終了した『少女コマンドーIZUMI』以来の女生徒主人公の特撮ドラマの制作となった。あすかに全中裏在籍の過去がなく左大臣は最初から空位、「風林火山」は表番ではなく裏番十人衆として登場するなど、設定は原作と大きく異なる。
序盤はシビアなハード路線のドラマ展開が意図されていたが、人物像はそのままで第7話からテイストが変更され、惚れっぽいキャラクターとなりコメディ担当となったミコや、あすか語録のフィーチャー、軽いネタの挿入や3人の友情要素の重視などがなされた。

### スタッフ
- 企画：前田和也(フジテレビ)、中曽根千治
- 企画協力：角川春樹事務所
- 脚本：武上純希、富田祐弘、神戸一彦、巽祐一郎、桑田健司
- 音楽：津島利章
- 撮影：村上俊郎、林迪雄
- 照明：大須賀国男、上原福松、関口弥太郎
- 美術：安井丸男、秋森正美
- 録音：岡田忠直
- 編集：只野信也
- 記録：井上かずえ、佐々木禮子
- 助監督：武田秀雄
- 選曲：秋本彰
- 整音：川島一郎
- 効果：原田サウンド
- 装置：脇田紀三郎
- 計測：臼木敏博
- 装飾：装美社
- 火薬担当：橋本俊雄
- 衣裳：東京衣裳
- 美粧：佐藤泰子（サンメイク）
- アクションクリエーター：上田弘司（大野剣友会アクションスタジオ）
- スタント&アクション：大野剣友会アクションスタジオ
- エキストラ：日秀プロ、東映演技研修所
- コンピューター協力：深野暁雄
- 衣裳協力：マグー株式会社、東光商事
- 協力：J TRIP BAR ROPPONGI、株式会社三上旗店、レーザーディスク株式会社、NIKE、合同酒精牛久シャトー、川越氷川会館、コーヒーの舘くすの樹、IMA光が丘ライフステーション、日本アンティックギャラリー、水上町観光協会、水上温泉旅館協同組合
- 現像・テレシネ：東映化学 ファインネガ・ビデオシステム
- 広報：重岡由美子（フジテレビ）
- 進行主任：藤沢克則、富田幸弘
- 制作担当：鈴木勝政、田辺史子
- プロデューサー：石原隆(フジテレビ)、手塚治
- 監督：田中秀夫、大井利夫、前嶋守男
- 制作：東映、フジテレビ

### キャスト
- 九楽あすか：小高恵美
- 堂本ミコ：小沢なつき
- 香月はるみ：石田ひかり（1話・3話・4話は未出演）
- 風：速水昌未（1・3・4・9・14・22・23話）
- 林：千葉美加（1・3・4・9・14・22・23話）
- 火：和久井映見（1・3・4・9・22・23話）
- 山：蜷川香子（1・3・4・9・22・23話）
- 九楽今日子：石井めぐみ
- 九楽昨造：佐渡稔（1話・5話）
- 篠宮余一郎：加藤武（1話・2話）
- 春日：本田理沙
- ひばり：佐倉しおり
- ナレーター：中西龍

### 音楽
主題歌
「Get a Chance!」（第1 - 8話）
作詞：森雪之丞、作曲：中崎英也、編曲：中村哲、歌手：BaBe（ポニーキャニオン）
※第9話以降はオープニングタイトルでカラオケと併用して使用された。
「BLUE WIND」（第9-16話）
作詞：許瑛子、作曲･編曲：後藤次利、歌手：小高恵美（ポニーキャニオン）
「悲しげだね」（第17 - 23話）
作詞：許瑛子、作曲･編曲：後藤次利
歌手：あすか組（小高恵美、小沢なつき、石田ひかり）
※レコードはポニーキャニオン、カセットテープはCBSソニー、8cmCDはテイチクから発売。シングル盤のカップリングに収録された「MABU-DACHI Long Version」、小高のイメージビデオ「Diary」にのみ使用された小高のソロバージョン、石田のベストアルバム「Lamination」に収録された「PIKA・Version」がバリエーションとして存在する。
挿入歌
「早春の駅」（第4話・第16話）
作詞：許瑛子、作曲：都志見隆、編曲：中村哲、歌手：小高恵美（ポニーキャニオン）
「卒業」（第3話・第6話）
作詞：佐藤純子、作曲：馬飼野康二、編曲：渡辺博也、歌手：小沢なつき（CBSソニー）
「きれい？」（第7話 - 第11話）
作詞：川村真澄、作曲：筒美京平、編曲：鷺巣詩郎、歌手：小沢なつき（CBSソニー）
「帰り道」（第21話）
作詞：イルカ、作曲：イルカ、編曲：渡辺博也、歌手：小沢なつき（CBSソニー）
「パステル・メモリー」（第7話）
作詞：さかたかずこ、作曲：山崎稔、編曲：鷺巣詩郎、歌手：石田ひかり（テイチク）
「少女・熱風・天然色」（第12話 - 第16話）
作詞：売野雅勇、作曲：芹澤廣明、編曲：鷺巣詩郎、歌手：石田ひかり（テイチク）
イベント
主演3人による「花のあすか組!」コンサート　1988年8月27日　渋谷公会堂

### 放映リスト
| 放送日         | 話数 | サブタイトル                    | 脚本              | 監督     | ゲスト |
| -------------- | ---- | ------------------------------- | ----------------- | -------- | --- |
| 1988年 4月11日 | 1    | 少女戦国に嵐吹く!               | 武上純希          | 田中秀夫 | 佐藤恵美（井上幸子）、加藤麻里（紅）、遠藤美佐子（チカコ） 三井祐子（美容師）、木村修（余一郎の助手）、八百原寿子（看護婦） 真野真澄、鈴木和枝、岩立絵美、松下典子、高橋あゆみ、山本優紀                                                     |
| 4月18日        | 2    | 学園城を奪い返せ!               | 富田祐弘          | 田中秀夫 | 加藤麻里（紅）、水沢真子（順子）、石井のり子、高野美夏、持田美保、千葉千鶴 |
| 5月2日         | 3    | はぐれスケ番 ミコ               | 武上純希          | 大井利夫 | 加藤麻里（紅）、山形雄子（葵）、須賀千春（伊藤光子）、星久美子（梅田智代） 毛利千春（次）、沢田めぐみ（末）、安田仁子、上城ようこ、作原利男、佐藤法義                                                                                        |
| 5月9日         | 4    | つぶせ! 風林火山                | 富田祐弘          | 大井利夫 | 片桐友美（利加）、越川恵（良江）、小泉理香子（まなみ）、桑名優香（れい子） |
| 5月16日        | 5    | 謎の美少女を捜せ                | 武上純希          | 田中秀夫 | 田山真美子（小山内真紀）、湯川章子（天使）、福田直美、工藤あかね、大村美樹、森田牧子 |
| 5月23日        | 6    | 突然! 炎の転校生                | 武上純希 巽祐一郎 | 田中秀夫 | 石井千穂（桜井祥子）、桑田和美（弥勒） 芝原チヤコ、安富祖ちえみ、中村仁美、草見潤平、佐藤恵美（回想、ノンクレジット） |
| 5月30日        | 7    | ファースト-キス!!               | 桑田健司          | 大井利夫 | 渡浩行（シルバーゴーストのヤス）、下林山守（ヒロシ）、小林栄次（魔族・郷田勇三） 林美和（鬼族レディース・鰐口広子）、鈴木和英、本村友之、篠田高信、大道寺英樹 林高行、岡田孝之、小川幸枝、林田和代、門馬紀子、石渡里香、村田裕美子、丹羽葉月 |
| 6月6日         | 8    | おフロでピンチ!                 | 武上純希          | 大井利夫 | 藤原理恵（織田信子）、岡坂あすか（明智光子／鬼） 永岡泉、佐藤素子、福田美枝子、畑昌子、作山志保 |
| 6月13日        | 9    | はじめての涙                    | 武上純希          | 田中秀夫 | 大寶智子（風祭静香／蝶）、片山美穂（ユミ）、渡辺ひとみ（サリ）、川田路子、鴨下琴海 |
| 6月20日        | 10   | ミコの恋 パンツでデート         | 桑田健司          | 田中秀夫 | 渡辺博貴（立花ミツオ）、加藤純子（兵藤奈津子）、増田順子（恵子） 鈴木雅恵、長内恵、松尾晶代（女教師） |
| 6月27日        | 11   | 暗闇でドッキリ!                 | 武上純希          | 大井利夫 | 長岡栄美、山口麻紀、吉岡聖子、市村みつ子、西田純子、丹羽葉月、腰原広美 |
| 7月4日         | 12   | もう一人のあすか                | 武上純希          | 大井利夫 | 相楽晴子（ヨーコ）、伊藤哲哉（氷室） 吉田愛歩（明美）、知念亮子（千帆）、高橋幸香（秀子）、大平江利子、清宮るい |
| 7月11日        | 13   | 時をかけるアスカ                | 武上純希 巽祐一郎 | 前嶋守男 | つみきみほ（三代目九楽アスカ）、永田由紀（タフ） 星久美子（梅田智代）、三野輪有紀（エリ）、遠藤美佐子（チカコ） |
| 7月25日        | 14   | みちゃった!!                    | 神戸一彦          | 前嶋守男 | 三輝みきこ（蘭塾教官・ドラゴン） |
| 8月1日         | 15   | うそつきっ!                     | 神戸一彦          | 大井利夫 | 石井紀子（松本真由美）、助川ユキ（藤井礼子） |
| 8月8日         | 16   | 4番ピッチャーあすか             | 武上純希          | 大井利夫 | 石倉三郎（大山監督）、藤原秀樹（荒井まこと）、清水照夫、家富洋一 中野慎、鈴木紀佳、岩崎基亘、徳田安宏、伊藤環 近藤秀樹、吉成秋治、本村友之、川崎裕彰、星久美子（梅田智代）                                                                   |
| 8月15日        | 17   | 露天ぶろのニセ者                | 武上純希          | 田中秀夫 | 渡辺香織（中山樹里）、田付貴彦、近藤一美、寺田利恵、蔵下輝美 神田朱美、中野和恵、渡辺健、三田まゆみ、笠原小夜 |
| 8月22日        | 18   | スクープされた あすかの秘密     | 神戸一彦          | 田中秀夫 | 辰巳琢郎（梶谷修）、山中康司（中西）、長岡栄美（高橋広美） 結城朝美、高木京子、作山志保、今泉朋子 |
| 8月29日        | 19   | 主人公が死んじゃった!           | 武上純希          | 大井利夫 | 林美穂（策士・姫湖）、山本優紀、林田和代、小川幸枝、神田文子、村田裕美子、上条ようこ |
| 9月5日         | 20   | 金貨を返せ! だまされたあすか    | 神戸一彦          | 大井利夫 | 引田智子（戸川珠理／ノラ）、高野真実（角安アンヌ）、山田浩美（ナタリア） 平野百合香、石坂典子、山浦栄、村田裕美子、丹羽葉月 |
| 9月12日        | 21   | またホレちゃったの?! 恋するミコ | 神戸一彦          | 前嶋守男 | 岡野進一郎（小田先生）、関弓子（高見霧子／ミキリ） 宮崎織砂、滝口直、稲川善一、八百原寿子（ノンクレジット） |
| 9月19日        | 22   | 解散!                           | 武上純希          | 田中秀夫 | 常盤しげみ（朱）、福田直美（麻子）、星久美子（梅田智代） |
| 9月26日        | 23   | たったひとり 最後の戦い         | 武上純希          | 田中秀夫 | 星久美子（梅田智代）、常盤しげみ（朱）、伊藤哲哉（氷室）、美津井祐子（美容師） |

### 映像ソフト化
- 1997年3月21日から6月21日にかけてLD-BOXが東映ビデオより発売された。全2巻の各3枚組で1巻は12話、2巻は11話収録。
- 2007年1月21日から2月21日にかけてDVDが東映ビデオより発売された。全2巻の各2枚組で1巻は12話、2巻は11話収録。

### ネット配信
- YouTube「東映シアターオンライン」で、2022年12月1日から「据置枠」で第1・2話が常時無料配信されている。
- 本放送35周年を記念し、YouTube「東映シアターオンライン」で、2023年9月13日から各話ごとに「1週間限定配信」で第3話から最終話まで毎週水曜日21時に順次配信された。

## 映画
1988年8月13日より東宝系列にて配給された。上映時間は100分。『ぼくらの七日間戦争』と同時上映された。
原作とはかなりかけ離れた、近未来のストーリー（テレビドラマ版第13話では映画版のあすかがタイムスリップして現代の世界に現れるとの設定でテレビドラマ版のあすかとの競演および共闘を果たしている）。
『帝都物語』のセットを再利用して撮影された。

### 映画 - スタッフ
- 製作：角川春樹
- 監督・脚本：崔洋一
- 音楽：佐久間正英
- 撮影：浜田毅
- 美術：今村力
- 照明：山口利雄
- 録音：上田武志
- 編集：西東清明
- 助監督：長谷川計二、山川元、井上隆
- 音楽プロデューサー：石川光
- 技斗：横山稔
- 現像：東映化学
- プロデューサー：佐藤和之、大川裕、古賀宗岳
- 製作協力：大王製紙、東北新社、角川書店
- プロダクション協力：東映東京撮影所

### 映画 - 出演
- あすか：つみきみほ
- ミコ：菊地陽子
- ヨーコ：武田久美子
- HIBARI：美加理
- 春日：松田洋治
- K官：加藤善博
- トキ：石橋保
- ミチコ：葛城ユキ
- アーサー：川下敦史
- リン：高峰祥
- ユカ：山本夕夏
- マネージャー：伊藤洋三郎
- マッチョ：郷田和彦

### 映画 - 歌
「サティスファクション」
ローリング・ストーンズ、作詞：ミック・ジャガー、作曲：キース・リチャーズ
楽曲の使用に当たっては、音楽プロデューサーの石川光が、ストーンズの事務所に手紙を送り、作品の意図と楽曲の使用が不可欠であると説明し、100万以下の使用料で済んでいる。

## ビジュアルサウンドシリーズ
1. - 口上 -
  - （ナレーション）須賀千春
2. 14才のバイオレンス
  - 作詞：高口里純 / 作曲：馬場孝幸 / 編曲：埜邑紀見男 / 歌：あすか組（五十嵐厚子、木下朱美、須賀千春）
3. A・SU・KA
  - 作曲：埜邑紀見男
4. Staunch Friend
  - 作曲：埜邑紀見男
5. 全中裏番組織
  - 作曲：埜邑紀見男
6. 一番街のロンリー
  - 作詞：水谷啓二 / 作曲：馬場孝幸 / 編曲：埜邑紀見男 / 歌：ひろえ純
7. ジェリー・ビーンズの涙
  - 作詞：水谷啓二 / 作曲：馬場孝幸 / 編曲：埜邑紀見男 / 歌：ひろえ純
8. 新宿ブギウギ・タウン
  - 作曲：埜邑紀見男
9. Midnight Warriors
  - 作曲：埜邑紀見男
10. 歌舞伎町哀歌
  - 作曲：埜邑紀見男
11. 不良少女戦線
  - 作詞：高口里純、寺田憲史 / 作曲：馬場孝幸 / 編曲：埜邑紀見男 / 歌：あすか組（五十嵐厚子、木下朱美、須賀千春）

## OVA

### OVA1
新歌舞伎町ストーリー 花のあすか組!

1987年6月10日発売 48分
ストーリーは鬼畜レディースとの対決。ただしビデオでは「鬼畜」が「鬼族」となっている。また、仕掛け人はコミックでは葵だったが、ビデオでは紅である。

#### OVA1 - スタッフ
- 監督：梅澤淳稔
- 脚本：寺田憲史
- 製作：角川書店、東北新社、東映ビデオ

#### OVA1 - キャスト
- 九楽あすか：鶴ひろみ
- よっこ：山本百合子
- ひばり：戸田恵子
- 春日：山田栄子
- 紅：江森浩子
- あすかの母：向井真理子
- あすかの父：堀秀行
- ミコ：富沢美智恵
- 姫：川村万梨阿
- 水：頓宮恭子
- 風：安藤ありさ
- 林：あすか組（厚子）
- 火：あすか組（千春）
- 山：上村典子
- ヒロリン：三田ゆう子
- ヒーちゃん：荘真由美
- 少女D：長畑由美
- 少女E：柴田由美子
- ユカリ：小口久仁子
- 警官：小林通孝
- 少年A：千葉繁
- 康弘：古谷徹
- アーサー：戸谷公次
- ハコザキ：土井美加

#### OVA1 - 歌
オープニングテーマソング
「14才のバイオレンス」
作詞：高口里純、作曲：馬場孝幸、編曲：埜邑紀見男
歌：あすか組（五十嵐厚子、木下朱美、須賀千春）
エンディングテーマソング
「不良少女戦線」
作詞：高口里純、寺田憲史、作曲：馬場孝幸、編曲：埜邑紀見男
歌：あすか組（五十嵐厚子、木下朱美、須賀千春）
挿入歌
「一番街のロンリー」
作詞：水谷啓二、作曲：馬場孝幸、編曲：埜邑紀見男、歌：ひろえ純
「ジェリー・ビーンズの涙」
作詞：水谷啓二、作曲：馬場孝幸、編曲：埜邑紀見男、歌：ひろえ純

### OVA2
花のあすか組!2 ロンリーキャッツ・バトルロイヤル

1990年3月23日発売 52分
外伝「ロンリーキャッツ・バトルロイヤル」にほぼ沿ったストーリーだが、「バトルロイヤル」の影の仕掛け人がコミックではヨーコなのに対し、ビデオでは最首になっている。また、トーナメント表のシードをあすか・ミコ・姫とともに取っているのが、コミックではヨーコになっているが、ビデオでは「？」となっていて実際には馬場だった。

#### OVA2 - スタッフ
- 監督：梅澤淳稔
- 企画：田宮武、高橋尚子
- 原作：高口里純
- 脚本：寺田憲史
- 音楽：川井憲次
- キャラクターデザイン：高口里純、本橋秀之
- 作画監督：本橋秀之
- 美術監督：中村光毅
- 製作担当：蕪木登喜司
- プロデューサー：池田憲章、佐々木章
- 製作：角川春樹、角川書店、東映ビデオ

#### OVA2 - キャスト
- 九楽あすか：鶴ひろみ
- 堂本美子：富沢美智恵
- 鬼島陽湖：勝生真沙子
- 康弘：古谷徹
- あかね：安藤ありさ
- 杏樹：本多知恵子
- 保奈美：冬馬由美
- 馬場：頓宮恭子
- 最首：土井美加
- ユカリ：荘真由美
- ヒロシ：千葉繁
- 姫：川村万梨阿
- 林：江森浩子
- 山：上村典子
- 女子高生：萩森順子
- 女子高生：吉田奈穂
- 店員：掛川裕彦
- ディスコの客：里内信夫
- ディスコの客：緑川光
- あすかのママ：向井真理子
- あすかのパパ：堀秀行

#### OVA2 - 歌
主題歌
「裸足でDance」
作詞：麻生圭子、作曲：三浦一年、編曲：清水信之、歌：AKEMI
挿入歌
「ひいらぎ」
作詞：神沢礼江、作曲：矢島真紀、編曲：矢島賢、歌：AKEMI

## ドラマCD

### ドラマCD1
『COMICS IMAGE ALBUM 花のあすか組！』、1991年10月23日発売（MECH-30015）。音響監督は本田保則。

#### ドラマCD1 - キャスト
- 九楽あすか：手塚ちはる
- 歩：横山智佐
- ミコ：松下美由紀
- 姫：矢沢ゆめる
- ひばり：椎名へきる
- 春日：藤野かほる
- 紅：安藤ありさ
- 葵三姉妹・姉：松下美由紀
- 葵三姉妹・次：秋本みちる
- 葵三姉妹・末：村山由理
- ヤスヒロ：飛田展男
- トキ正宗：森川智之
- ハコザキ：ならはしみき
- おっさん：河合義雄
- スカウトマン：高木渉
- オーディション係員：井筒健司
- あすかのママ：ならはしみき

#### ドラマCD1 - 歌
「RAIN SONG」
作詞：HIDE・SHIKUN / 作曲：SHIKUN
歌：クリスタル・A
「TAKING VOYAGE」
作詞：SHIKUN / 作曲：HIDE・SHIKUN
歌：クリスタル・A

### ドラマCD2
『COMICS IMAGE ALBUM 花のあすか組！2』、1992年4月23日発売（MECH-30029）。

#### ドラマCD2 - キャスト
- 九楽あすか：手塚ちはる
- 尾木はるみ：白鳥由里
- はるみのママ：山口瑞恵
- ミコ：松下美由紀
- 姫：矢沢ゆめる
- ひばり：椎名へきる
- 春日：藤野かほる
- 葵三姉妹・姉：松下美由紀
- 葵三姉妹・次：秋本みちる
- 葵三姉妹・末：村山由理
- 原：ならはしみき
- 水：成田莉奈
- 風：りえこ
- 星：村山由里
- 裏番組織懲罰隊長：まるたまり
- 鬼畜レディース・A：まるたまり
- 鬼畜レディース・B：松下美由紀
- 精神科医：宮田浩徳
- 朝のニュースの声：井筒健司
- あすかのママ：ならはしみき

#### ドラマCD2 - 歌
「AFTER SCHOOL」
歌：三松亜美
「LONELY STAR」
歌：手塚ちはる

### ドラマCD外伝
1997年3月20日発売
音楽：見里朝生

#### ドラマCD外伝 - キャスト
- 九楽あすか：緒方恵美
- 堂本ミコ：富沢美智恵
- 鬼島ヨーコ：小山茉美
- ひばり：沢海陽子
- 春日：折笠愛
- 薔薇の宮：伊倉一恵
- 桐生：高乃麗
- 幽鬼：磯部弘
- 内藤：大塚瑞恵
- 原：永島由子
- 星：山崎和佳奈
- 少女1：岡田加奈子
- 少女2：五十嵐久美子
- 少女3：北川美砂緒
- 少女4：古山あゆみ
- 少女5：前田千亜紀
- 男子生徒1：中井和哉
- 男子生徒2：野島健児
- 暴力団1：土門仁
- 暴力団2：坂本正吾
- ナレーション：大塚明夫

#### ドラマCD外伝 - 歌
「ガンマン」
作詞：高口里純、作曲･編曲：羽田一郎、歌：SALIA
「君、静かな瞳」
作詞：高口里純、作曲･編曲：ホリエアキラ、歌：大塚明夫

## 音楽ユニット「あすか組」
歌：あすか組（五十嵐厚子、木下朱美、須賀千春）
- OVA1『新歌舞伎町ストーリー 花のあすか組!』1987年6月10日発売

オープニングテーマソング「不良少女戦線」
エンディングテーマソング「14才のバイオレンス」
歌：あすか組（小高恵美、小沢なつき、石田ひかり）
- テレビドラマ『花のあすか組!』

後期主題歌「悲しげだね」（第17話～第23話）1988年8月15日～9月26日

## 関連商品
- 漫画
  - イラスト集「九楽あすか参る!」 （1988年発売）
  - イラスト集「SATOSUMI GRAFFITI 1982-1991」 （1992年発売）
- テレビドラマ
  - CDシングル 「早春の駅」 （1988年3月21日発売）
  - CDシングル 「Get a Chance!」 （1988年5月11日発売）
  - CDシングル 「きれい？」 （1988年6月15日発売）
  - CDシングル 「BLUE WIND」 （1988年7月6日発売）
  - CDシングル 「少女・熱風・天然色」 （1988年7月13日発売）
  - CDシングル 「悲しげだね」 （1988年9月1日発売）
  - CDサウンドトラック 「花のあすか組!」音楽編あるばむ （1988年発売）
  - CDサウンドトラック 「花のあすか組!/総劇伴集」（2枚組） （1997年4月18日発売）
  - LD-BOX（2枚組） （1997年3月21日発売）
  - DVD 壱 （2007年1月21日発売）
  - DVD 弐 （2007年2月21日発売）
  - 書籍「花のあすか組! -TVバージョン- 」 著者：大塚俊一 （1988年発売）
- 映画 
  - ビデオ （1989年3月3日発売）
  - CDシングル
  - DVD （2004年1月28日発売 4935円）
  - DVD （2008年3月28日発売 3990円）
- OVA1
  - CDシングル
  - 小説化「花のあすか組! -年端もいかず、心はヤワで-」 著者：寺田憲史 （1988年発売）
- OVA2
  - CDシングル 「裸足でDance」 （1990年1月25日発売）
  - CDサウンドトラック （1990年2月25日発売）
  - CDサウンドトラック-Limited Edition- （2005年12月21日発売）

## 書誌情報
［新装文庫版］高口里純『花のあすか組!』〈祥伝社・祥伝社コミック文庫〉全8巻
1. 2007年4月発売、ISBN 978-4-396-38041-0
2. 2007年4月発売、ISBN 978-4-396-38042-7
3. 2007年6月26日発売、ISBN 978-4-396-38045-8
4. 2007年6月26日発売、ISBN 978-4-396-38046-5
5. 2007年8月発売、ISBN 978-4-396-38050-2
6. 2007年8月発売、ISBN 978-4-396-38051-9
7. 2007年11月28日発売、ISBN 978-4-396-38052-6
8. 2007年11月28日発売、ISBN 978-4-396-38053-3

［新装文庫版］高口里純『花のあすか組!外伝』〈祥伝社・祥伝社コミック文庫〉全3巻
1. 2008年7月8日発売、ISBN 978-4-396-38059-5
2. 2008年8月11日発売、ISBN 978-4-396-38062-5
3. 2008年10月8日発売、ISBN 978-4-396-38064-9

高口里純『花のあすか組!セレクション 蘭塾編』〈祥伝社・Feelコミックス〉全3巻
- 上 2004年2月23日発売、ISBN 978-4-396-76322-0
- 中 2004年4月7日発売、ISBN 978-4-396-76326-8
- 下 2004年5月発売、ISBN 978-4-396-76330-5